# Verheergewaden
Verheergewaden is bij de gilden het erfelijk recht van de oudste zoon om na het overlijden van zijn vader het ‘halve gild te winnen’, dat wil zeggen het recht om tegen sterk gereduceerde entreekosten lid te worden van het gilde. Soms werd dit recht ook toegestaan aan de weduwe.
De herkomst van het woord verheergewaden, in 't Latijn praestare laudemium, is niet duidelijk. Zo geeft Willem Bilderdijk in 1832 in het eerste deel van zijn Geschiedenis des Vaderlands (p. 306) aan dat het woord waarschijnlijk afkomstig is van heergewed, het recht van de heer, in het Latijn jus dominicum. De uitleg dat het woord zou zijn afgeleid van heerlijk gewaad acht hij onwaarschijnlijk. In de hedendaagse Van Dale daarentegen is aangegeven dat het woord afkomstig is van het Middelnederlandse heergewaad (1325), de oorlogsuitrusting en vervolgens dat deel ervan dat de leenheer bij de dood van de leenman van diens opvolger kon vorderen, (vroeger met betrekking tot een leen) zekere rechten betalen voor het opnieuw of als erfgenaam daarmee bekleed worden.
Ten onrechte wordt, ook in de vakliteratuur, wel gesproken over verheerwaarden.